# Bromus setifolius
Bromus setifolius är en gräsart som beskrevs av Jan Svatopluk Presl. Bromus setifolius ingår i släktet lostor, och familjen gräs. Inga underarter finns listade i Catalogue of Life.